# Lobo Hanitriniaina Razafimanantsoa
 (septembre 2021).
Lobo Hanitriniaina Razafimanantsoa, née le 11 janvier 1964, est une femme politique malgache.

## Carrière
Lobo Hanitriniaina Razafimanantsoa est juriste de formation. Elle remporte les élections législatives malgaches de 2013 dans le premier arrondissement d'Antananarivo. Elle est réélue aux élections législatives malgaches de 2019.